# Jérémy Huyghebaert
Jérémy Huyghebaert (Mouscron, 7 gennaio 1989) è un calciatore belga, difensore dello Stade Mouscronnois.

## Caratteristiche tecniche
È un terzino sinistro.

## Carriera

### Club
È cresciuto nelle giovanili del R.E. Mouscron

## Statistiche

### Presenze e reti nei club
Statistiche aggiornate al 7 luglio 2017.
| Stagione                    | Squadra                     | Campionato                  | Campionato | Campionato | Coppe nazionali | Coppe nazionali | Coppe nazionali | Coppe continentali | Coppe continentali | Coppe continentali | Altre coppe | Altre coppe | Altre coppe | Totale | Totale | Totale |
| Stagione                    | Squadra                     | Comp                        | Pres       | Reti       | Comp            | Pres            | Reti            | Comp               | Pres               | Reti               | Comp        | Pres        | Reti        | Pres   | Reti   |        |
| --------------------------- | --------------------------- | --------------------------- | ---------- | ---------- | --------------- | --------------- | --------------- | ------------------ | ------------------ | ------------------ | ----------- | ----------- | ----------- | ------ | ------ | ------ |
| 2007-2008                   | R.E. Mouscron               | PL                          | 4          | 0          | CB              | 0               | 0               |                    | -                  | -                  |             | -           | -           | 4      | 0      |        |
| 2008-gen. 2009              | Auxerre                     | L1                          | 0          | 0          | CF+CdL          | 0               | 0               |                    | -                  | -                  |             | -           | -           | 0      | 0      |        |
| gen.-giu. 2009              | Roeselare                   | PL                          | 15         | 0          | CB              | 0               | 0               |                    | -                  | -                  |             | -           | -           | 15     | 0      |        |
| 2009-2010                   | Roeselare                   | PL                          | 28         | 0          | CB              | 6               | 1               |                    | -                  | -                  |             | -           | -           | 34     | 1      |        |
| 2010-gen. 2011              | Auxerre                     | L1                          | 0          | 0          | CF+CdL          | 0               | 0               |                    | -                  | -                  |             | -           | -           | 0      | 0      |        |
| gen.-giu. 2011              | Malines                     | PL                          | 0          | 0          | CB              | 0               | 0               |                    | -                  | -                  |             | -           | -           | 0      | 0      |        |
| 2011-2012                   | Roeselare                   | TK                          | 29         | 0          | CB              | 2               | 0               |                    | -                  | -                  |             | -           | -           | 31     | 0      |        |
| Totale Roeselare            | Totale Roeselare            | Totale Roeselare            | 72         | 0          |                 | 8               | 1               |                    | -                  | -                  |             | -           | -           | 80     | 1      |        |
| 2012-2013                   | R.E. Mouscron               | TK                          | 22+1       | 1          | CB              | 1               | 0               |                    | -                  | -                  |             | -           | -           | 24     | 1      |        |
| 2013-2014                   | R.E. Mouscron               | TK                          | 21         | 1          | CB              | 1               | 0               |                    | -                  | -                  |             | -           | -           | 22     | 1      |        |
| 2014-2015                   | White Star Bruxelles        | TK                          | 17         | 0          | CB              | 1               | 0               |                    | -                  | -                  |             | -           | -           | 18     | 0      |        |
| 2015-2016                   | White Star Bruxelles        | TK                          | 28         | 0          | CB              | 2               | 0               |                    | -                  | -                  |             | -           | -           | 30     | 0      |        |
| Totale White Star Bruxelles | Totale White Star Bruxelles | Totale White Star Bruxelles | 45         | 0          |                 | 3               | 0               |                    | -                  | -                  |             | -           | -           | 48     | 0      |        |
| 2016-2017                   | R.E. Mouscron               | PL                          | 20+9       | 0          | CB              | 2               | 0               |                    | -                  | -                  |             | -           | -           | 31     | 0      |        |
| Totale Royal Excel Mouscron | Totale Royal Excel Mouscron | Totale Royal Excel Mouscron | 74         | 0          |                 | 4               | 0               |                    | -                  | -                  |             | -           | -           | 81     | 0      |        |
| Totale carriera             | Totale carriera             | Totale carriera             | 194        | 2          |                 | 15              | 1               |                    | -                  | -                  |             | -           | -           | 109    | 3      |        |

## Palmarès
- Campionato belga di seconda divisione: 1

White Star Bruxelles: 2015-2016